# Skarvan og Roltdalen nationalpark
Skarvan og Roltdalen nationalpark är en norsk nationalpark som upprättades 2004 i ett i stort sett orört skogs- och bergsområde väster om Sylarna i Selbu, Tydals, Meråkers och Stjørdals kommuner i Trøndelag fylke.

## Geografi, landskap och geologi

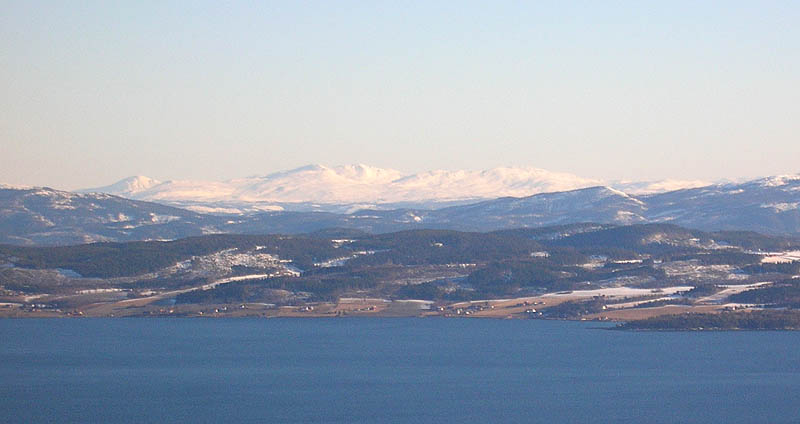
Skarvan

Landskapet i nationalparken är av flera typer. I norr ligger ett bergsområde med Skarvan (1 171 m ö.h.) som högsta punkt. Fongen (1 441 m ö.h.) och Ruten (1 179 m ö.h.) är de högsta topparna i en nord-sydgående bergskedja i områdets sydöstra del.
Roltdalen i sydväst är den största väglösa skogs- och fäboddalen i Sør-Trøndelag. Här och på andra platser finns det myrar och våtmarksområden.

## Flora och fauna
Ur ett skyddsperspektiv är det urskogsområdet i själva Roltdalen som har det största botaniska skyddsvärdet i området. Myrvegetationen är också värdefull.
20 av fågelarterna som observerats i området är rödlistade i Norge.

## Kulturminnen
Området har många och varierande kulturminnen, fångstanläggningar, järnungar, fäbodar och spår av samisk bosättning och näringsverksamhet.
Kvarnstensbrottet i Kvernberget var i drift från medeltiden fram till omkring 1920. Selbu kopparverk hade gruvdrift i Roltdalen mellan 1713 och 1761.